# Massaker am Flughafen Lod
Als Massaker am Flughafen Lod bezeichnet man einen Terroranschlag am 30. Mai 1972 am internationalen Flughafen Lod (1973 nach David Ben-Gurion umbenannt), bei dem Mitglieder der Japanischen Roten Armee (JRA) im Auftrag der palästinensischen Terrororganisation PFLP 26 Menschen ermordeten und Dutzende weitere verletzten. Die drei japanischen Terroristen Takeshi Okudaira, 26, Kōzō Okamoto, 24, und Yasuiki Yashuda, 23, wurden in Baalbek im Libanon ausgebildet.

## Ablauf des Anschlags
Die Attentäter erreichten den Flughafen an Bord einer Air-France-Maschine aus Paris via Rom. Da die Sicherheitsbehörden am Flughafen vor allem mit Angriffen palästinensischer Terrorgruppen rechneten, erweckten die drei Japaner wenig Aufmerksamkeit. Die Mitglieder der Gruppe führten Geigenkästen mit sich, in denen sie abgesägte tschechische Sturmgewehre vom Typ Samopal vz. 58 verbargen. Sobald die Gruppe im Wartebereich angekommen war, eröffneten sie wahllos das Feuer auf Mitarbeiter des Flughafens und Reisende. Dabei kamen 26 Menschen zu Tode und Dutzende wurden verletzt. Unter den Opfern befanden sich 17 christliche Pilger aus Puerto Rico und der international renommierte physikalische Chemiker Aharon Katzir (auch Katzir-Katchalsky), der Bruder des späteren Staatspräsidenten Israels Ephraim Katzir. Einer der Attentäter namens Yasuiki Yashuda wurde von israelischen Sicherheitskräften erschossen. Ein weiterer Attentäter, Tsuyoshi Okudaira – Scheinehemann der JRA-Gründerin Fusako Shigenobu –, tötete sich im Verlauf des Anschlags mit einer Handgranate selbst. „Die PFLP übernahm die Verantwortung für den Anschlag, den sie ‚Operation Deir Jassin‘ nannte. Der Ort Deir Jassin war 1948 Schauplatz eines Massakers, das zionistische Milizen unter dem Kommando des späteren israelischen Premierministers und Friedensnobelpreisträgers Menachem Begin anrichteten. Rund hundert Palästinenser kamen dabei zu Tode.“

## Nachwirkungen
Die japanische Öffentlichkeit reagierte zunächst mit Unglauben auf die Berichte, dass die Täter des Massenmords Japaner seien, bis ein Mitarbeiter der japanischen Botschaft nach einem Besuch bei Kōzō Okamoto, dem dritten Attentäter, im Krankenhaus diese Informationen bestätigte. Okamoto wurde zu lebenslanger Haft verurteilt. In ihrer Propaganda verbrämte die PFLP das Massaker als Revanche für das Massaker von Deir Yasin 1948 und benannte es in einem Bekennerbrief als Operation Deir Yassin. Die Terrorgruppe wurde in dem Brief als Gruppe des Märtyrers Patrick Argüello bezeichnet. Patrick Argüello war 1970 bei dem Versuch, zusammen mit der PFLP-Terroristin Leila Chaled ein Passagierflugzeug der israelischen Fluggesellschaft El Al zu entführen, von israelischen Sky Marshals erschossen worden.
Mehrere palästinensische Organisationen versuchten in der Folge, Okamoto durch Geiselnahmen freizupressen, so 1972 bei der Geiselnahme von München durch die Organisation Schwarzer September, 1973 bei der Entführung eines Jumbo-Jets der Japan Airlines durch die Japanische Rote Armee und die PFLP-EO (Haddad-Gruppe), 1976 bei der  Entführung eines Passagierflugzeugs der Air France nach Entebbe durch die PFLP-EO und 1978 beim Küstenstraßen-Anschlag von elf Kämpfern der Fatah, die auf dem Seeweg vom Libanon nach Israel gelangt waren und im Zuge einer gewaltsam beendeten Geiselnahme 37 Israelis töteten.
Okamoto wurde 1985 zusammen mit mehr als tausend anderen Gefangenen gegen israelische Soldaten ausgetauscht (Jibril Agreement). Er ließ sich im Libanon nieder. Er wurde von der libanesischen Regierung wegen Visavergehen auf japanischen Druck 1997 festgenommen. Vier andere Angehörige der Japanischen Roten Armee wurden an Japan ausgeliefert, aber Okamoto wurde im Jahr 2000 von der libanesischen Regierung der Status eines „politischen Flüchtlings“ zuerkannt.
2006 wurde in Puerto Rico der Tag des Massakers als jährlicher Erinnerungstag an die Opfer offiziell per Gesetz festgeschrieben.
2016 entbot die palästinensische Regierungspartei Fatah dem „Helden der Operation am Flughafen Lod“ und „Genossen Okamoto“ „tausend Grüße“. Fatah-Pressesprecher Munir Jaghob erklärte, dass man stolz auf alle Menschen sei, die sich für die Sache Palästinas eingesetzt hätten.

## Audio
- Bremen Eins: 9. April 1948: Das Massaker von Deir Jassin